# Volksschule Dorfgastein

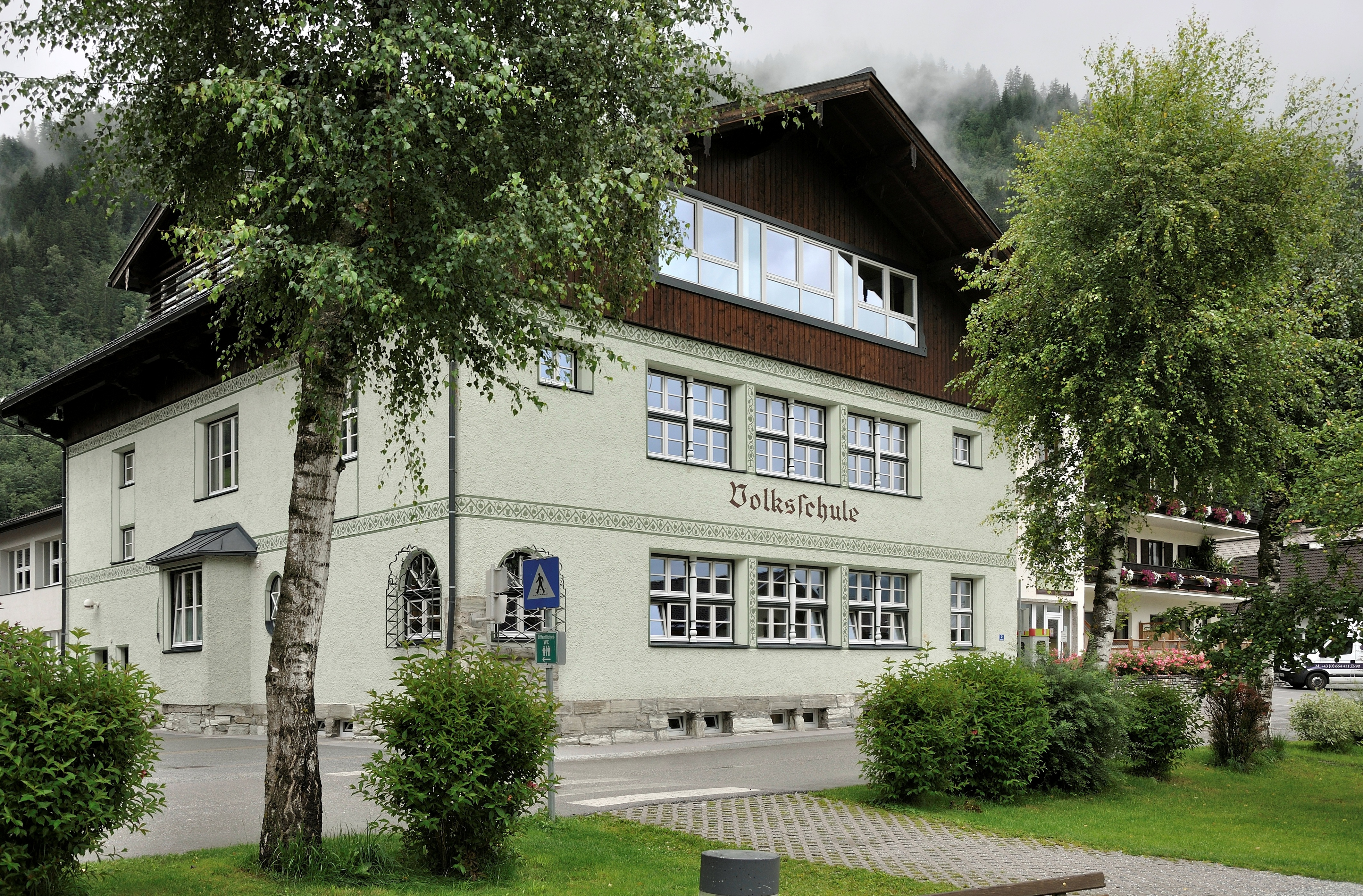
Volksschulhaus in Dorfgastein

Die Volksschule Dorfgastein in der Gemeinde Dorfgastein im Land Salzburg wurde im Jahr 1927 errichtet und steht unter Denkmalschutz (Listeneintrag).

## Geschichte

### Schulgeschichte
Unterricht im Vikariatshaus
Der regelmäßige Schulunterricht in Dorfgastein begann, nachdem der Seelsorgsbereich um die Rupertuskirche (heute Pfarrkirche Dorfgastein) zum Vikariat erhoben wurde. Im neuen Vikariatshaus ist der Schulunterricht in Dorfgastein im Jahr 1743 erstmals schriftlich fassbar. Jacob Goldt wird 1744 als Schullehrer, Mesner und Organist genannt. Der Schullehrer durfte seine kleine Anzahl von Nutztieren auf einem Teil der Kirchenpfründe weiden lassen, und pro Jahr stand ihm eine Naturaliensammlung im Wert von 200 Gulden zu (Getreide, Brot, Fleisch, Speck, Schmalz, Eier und dergleichen).
Im Jahr 1784 wurden in Dorfgastein von 70 schulpflichtigen Kindern bereits 60 als tatsächliche Schulbesucher ausgewiesen. 
Unterricht im Mesnerhaus
1785 wurde der Schulunterricht ins benachbarte Mesnerhaus (Alte Schulhaus) zwischen dem Pfarrhof Dorfgastein und der Kirche verlegt, nachdem dieses Haus auf Kosten des Kirchenfonds in Mauerwerk aufgeführt worden war. Ab 1802 gab es in Dorfgastein, Hofgastein und Badgastein auch eine Feiertagsschule. 1828 beschwerte sich der Lehrer Aloys Jud darüber, dass die Schule nur sehr unregelmäßig besucht werde und dass die Eltern ihre Kinder oft nicht zur Schule schicken, wenn sie daheim oder in der Landwirtschaft gebraucht werden. 
Im Jahr 1869 wurde eine Schulreform beschlossen, welche die bisherige sechsjährige Schulpflicht auf acht Jahre ausdehnte, die Fortbildung der Lehrer regelte und neben Religion, Lesen, Schreiben und Rechnen neue Unterrichtsgegenstände wir Naturkunde, Erdkunde, Geschichte, Zeichnen, Gesang, Turnen und Handarbeit einführte.
Nachdem 1870 insgesamt 80 Schüler in einer einzigen Klasse unterrichtet worden waren, wurde im Jahr 1784 im Mesnerhaus eine zweite Klasse eingerichtet, die bald ins „Bleiwenghaus“ übersiedelte, wo sie von der „Arbeitslehrerin“ Elisabeth Gruber unterrichtet wurde
Unterricht im Stallergut
1876 erwarb die Gemeinde das „Stallergut Nr. 23“, in welchem die Wohnstube zur ersten Klasse umgebaut wurde. Die Ortsarmen, die noch im Obergeschoß untergebracht waren, wurden 1882 ins „Pilzlehen Nr. 25“ übersiedelt. Das Stallergut wurde zwei Jahre lang adaptiert, und Ende August 1885 war der Umbau zur Schule vollendet. Bei diesem Umbau spielte der 1878 gegründete katholische Schulverein von Dorfgastein eine wichtige Rolle.
Am 20. September 1905 nahm die gesamte Schuljugend an der Eröffnung des ersten Abschnitts der Tauernbahn durch Kaiser Franz Joseph I. teil.
Aufgrund der steigenden Schüleranzahl beschloss der Gemeinderat am 8. Juni 1912 den Neubau einer Schule. Es wurde eine provisorische dritte Klasse im ehemaligen Pilzgütl Nr. 25 eingerichtet, im Herbst 1914 stand für damals 153 Schüler wegen des Kriegsbeginnes jedoch nur noch eine Lehrkraft zur Verfügung. Jede Klasse erhielt also nur an zwei Wochentagen Unterricht. Erst 1917 konnte wieder eine zweite Lehrkraft angestellt werden. Im Oktober 1918 blieb die Schule wegen der Spanischen Grippe eine Zeitlang geschlossen. 
Am 11. Januar 1920 gab es in der Schule die erste Christbaumfeier, viele Kinder hatten zuvor noch nie einen Weihnachtsbaum gesehen.
Im April 1921 wurde elektrisches Licht ins damalige Schulhaus eingeleitet.
Unterricht in der Schulstraße
1948 wurde die Schule fünfklassig, im Jahr 1949 bei einem Schülerstand von 205 Kindern sogar sechsklassig geführt. Nach Abschaffung der sogenannten Oberstufe und Einrichtung der zweiten Klassenzüge blieb es wieder bei vier Klassen.

### Baugeschichte
Am 25. April 1926 wurde mit dem Grundaushub für das neue Schulgebäude begonnen, das nach Plänen der Salzburger Architekten Rehrl und Spindler errichtet wurde. Am 4. August 1927 weihte der Salzburger Erzbischof Ignatius Rieder den fertigen Rohbau ein, und am 23. Oktober 1927 kam es zur feierlichen Eröffnung.
1953 wurde in Zusammenhang mit dem Neubau des Gemeindehauses und der Feuerwehrzeugstätte in der Schule eine Fernheizung installiert.
Im Folgejahr erhielt die Schule einen eigenen Spielplatz.
Im Jahr 1974 wurden der Volksschulerweiterungsbau und eine neue Turnhalle errichtet.
Im Winter 1976/77 wurde das Erdgeschoß des alten Schultraktes umgebaut, und am 1. Mai 1977 der zweigruppige Kindergarten seiner Bestimmung übergeben.
Im Jahr 2001 wurde die Volksschule saniert und ausgebaut.

## Beschreibung
Das Volksschulgebäude befindet sich in der Schulstraße, die vom Friedhof Dorfgastein Richtung Südosten führt.